# Горнолыжный шлем

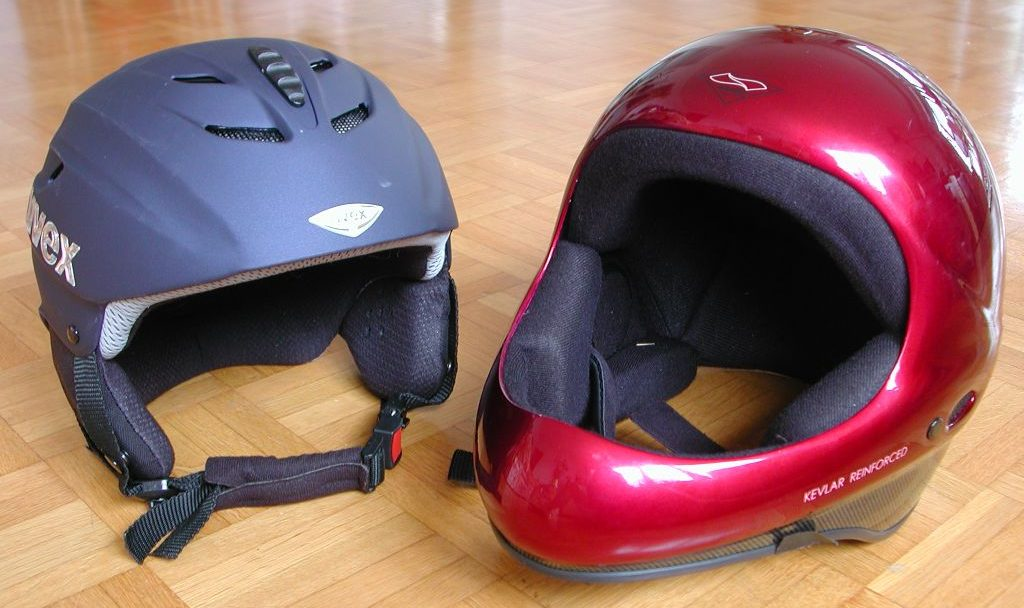
Шлем для занятия горными лыжами и сноубордом (слева) и параглайдингом (справа)

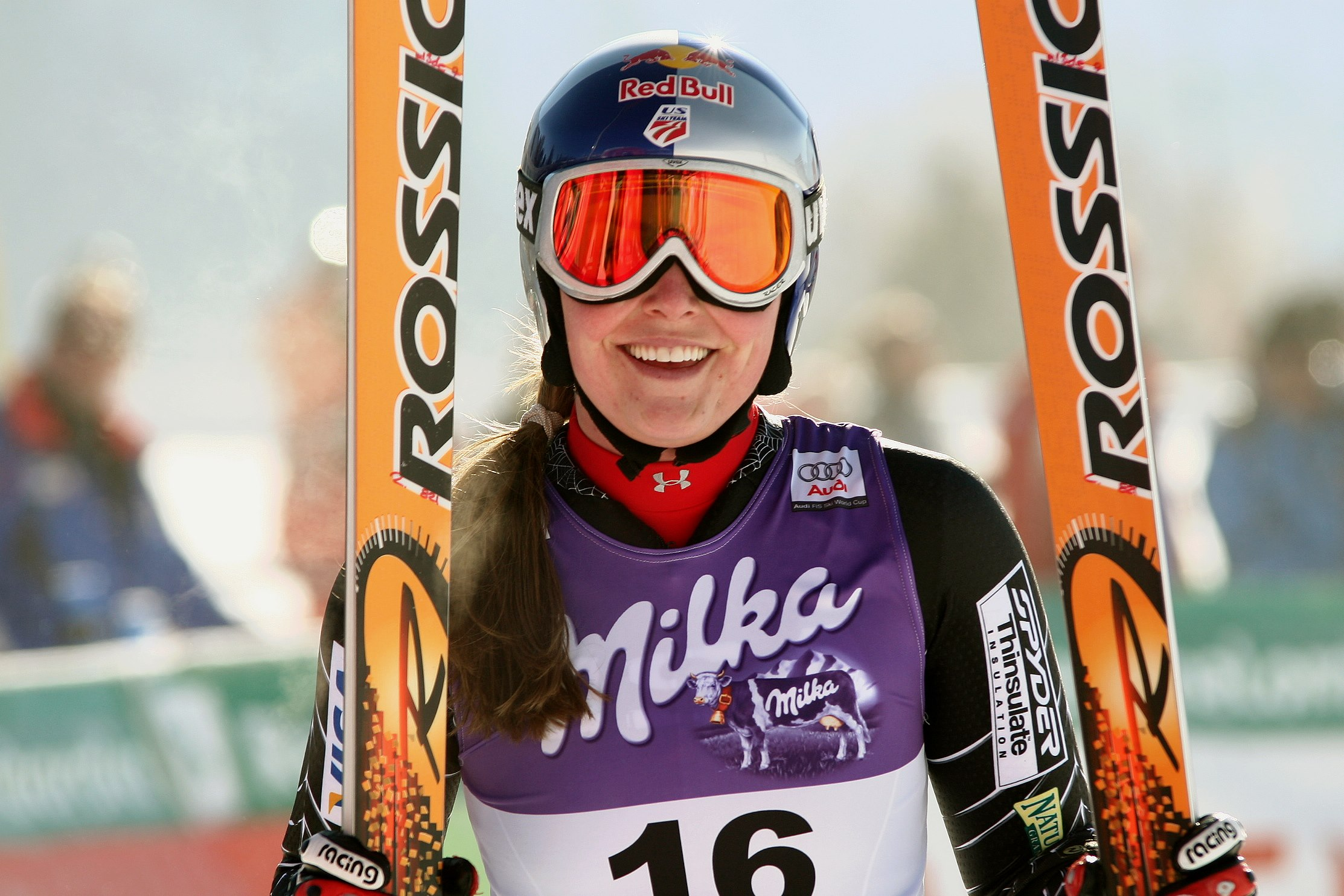
лыжник в шлеме и в очках

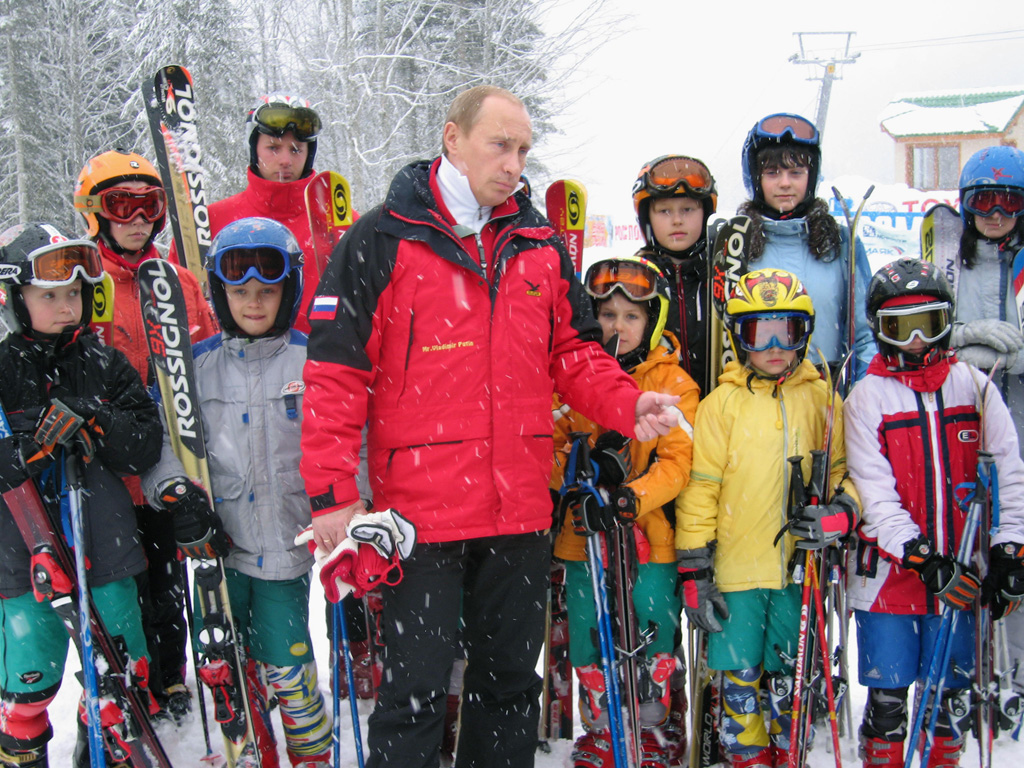
дети в шлемах и Путин 2007 год Сочи

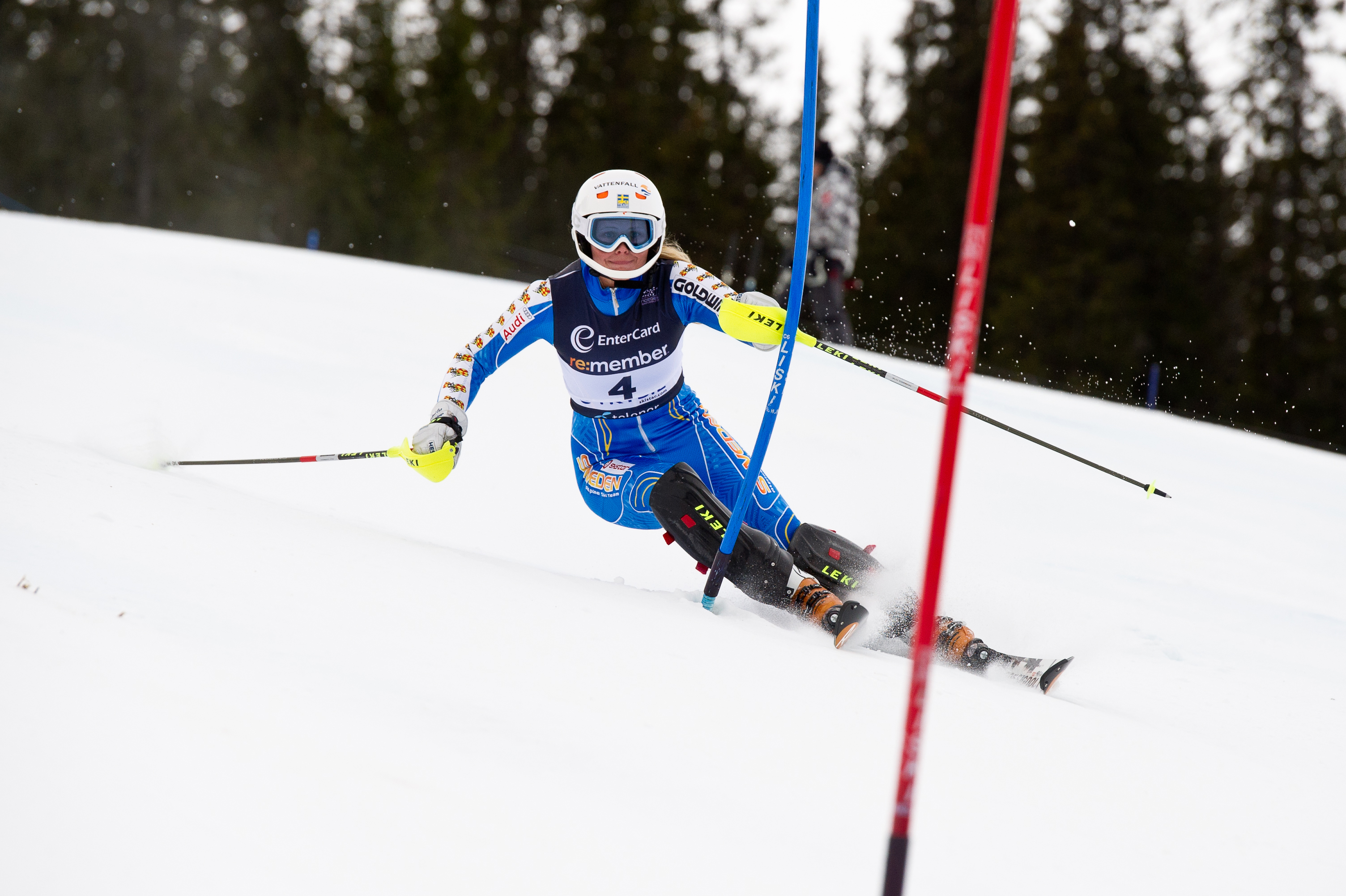
лыжница в шлеме

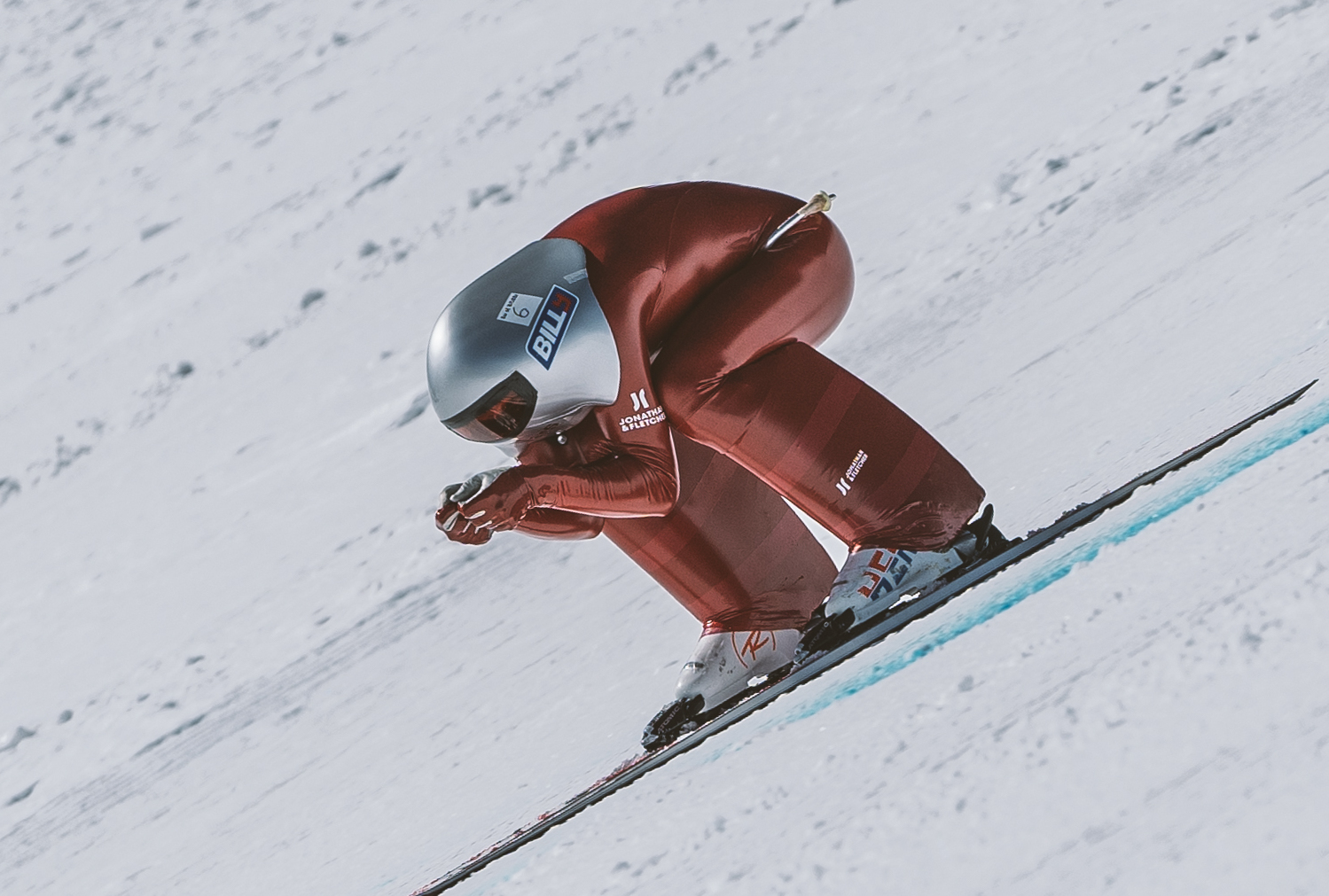
лыжный гонщик в шлеме

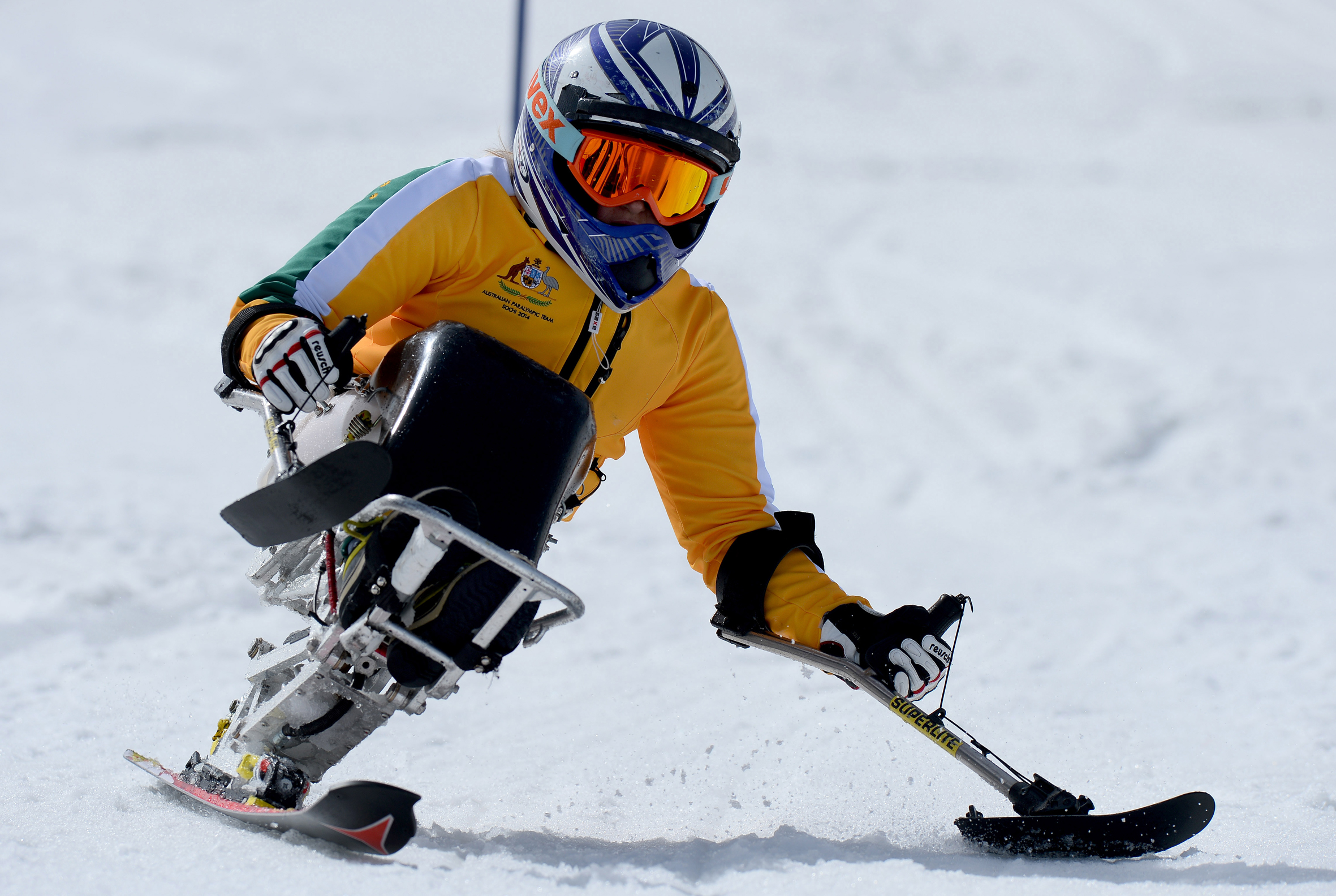
паралимпийский лыжник в шлеме

Горнолыжный шлем — спортивный инвентарь для катания на лыжах и для занятий горнолыжным спортом и сноубордом.
Основное назначение горнолыжного шлема — защита головы лыжника или сноубордиста от травм при занятии горнолыжным спортом и сноубордингом.
Современный горнолыжный шлем устроен таким образом, что он обеспечивает не только защиту головы от травм при падении, но и обеспечивает комфортное катание: вентиляцию головы, защиту от холода и снега. Шлем также изготавливается с учётом эстетических требований горнолыжника или сноубордиста.[стиль]
Для спортсменов, участвующих в соревнованиях по различным видам горнолыжного спорта, наличие шлема обязательно. Спортсмена без шлема к соревнованиям не допускают.

### Несчастный случай с автогонщиком Михаэлем Шумахером на горнолыжном курорте
29 декабря 2013 года автогонщик Михаэль Шумахер споткнулся о невидимый под снегом камень, упал и ударился головой о выступ скалы. От удара его лыжный шлем раскололся. Его доставили в больницу. Сначала он был в сознании, но во время перелёта на вертолёте произошёл коллапс, и его пришлось подключили к аппарату искусственной вентиляции лёгких. Ему сделали две операции на мозге, его ввели в искусственную кому. Врачи утверждали, что, не будь шлема, Шумахер наверняка бы умер..